# Macroschisma sinensis
Macroschisma sinensis is een slakkensoort uit de familie van de Fissurellidae. De wetenschappelijke naam van de soort is voor het eerst geldig gepubliceerd in 1855 door A. Adams.